# Lollipop Chainsaw
Lollipop Chainsaw (ロリポップチェーンソー?, Roripoppu Chēnsō) è un videogioco action del 2012, sviluppato da Grasshopper Manufacture e pubblicato da Warner Bros. Interactive Entertainment per PlayStation 3 e Xbox 360. È stato ideato e diretto da Gōichi Suda, meglio conosciuto come Suda51.
Nel settembre 2024 viene pubblicata una versione rimasterizzata, con il titolo Lollipop Chainsaw RePOP, per PlayStation 5, Xbox Series X/S, Nintendo Switch e Microsoft Windows. A dicembre dello stesso anno arriva anche su PlayStation 4 e Xbox One.

## Modalità di gioco
Lollipop Chainsaw è un hack and slash, simile ai videogiochi di No More Heroes, sempre diretti da Suda51. L'eroina di turno, la cheerleader Juliet Starling, sarà in grado di eseguire tecniche di combattimento miste a pose cheerleading ed è armata di motosega. Uccidendo gli zombie e salvando i compagni di classe attaccati da questi riempirà una speciale barra a forma di stella, che permetterà a Juliet di sferrare potenti colpi. Nick può essere utilizzato in combinazione di alcune tecniche della sua ragazza oppure sarà in grado di controllare il corpo decapitato di alcuni zombie. Completando vari compiti relativi, la motosega di Juliet può essere aggiornata. Il gioco, a detta dell'autore, potrebbe comportare di “fare musica”.

## Sviluppo
La prima volta che il gioco venne annunciato fu su una pubblicazione dell'ottobre 2010 su 1UP.com. Al momento della pubblicazione il gioco non presentava alcun titolo, ma Suda affermava che vi saranno stati molti colpi di scena ed era ottimisticamente convinto che avrebbe conquistato il mercato mondiale.
La Warner Bros. Interactive Entertainment aveva annunciato la pubblicazione del gioco al di fuori del Giappone e che il regista James Gunn avrebbe sviluppato la storia del gioco e i suoi personaggi. Molti altri lo aiuteranno nello sviluppo.
Il 1º febbraio 2012 è stato annunciato che Jimmy Urine dei Mindless Self Indulgence avrebbe composto le canzoni e le musiche durante le scene coi boss. Doppierà lui stesso uno di questi, Zed il disadattato punk.
Il 6 marzo 2012 che tra i contenuti scaricabili disponibili nel gioco vi saranno dei costumi per Juliet basati su cinque personaggi di quattro serie anime: Rei Miyamoto e Saeko Busujima da Highschool of the Dead, Shiro da Deadman Wonderland, Manyu Chifusa da Manyū Hiken-chō e Haruna da Kore wa zombie desu ka?.

## Trama
Il filmato iniziale mostra la protagonista Juliet che va al San Romero High School, il liceo che frequenta, per incontrare il fidanzato Nick il quale sarà presentato ai genitori di Juliet, in occasione della festa del diciottesimo compleanno della ragazza. 
Quando la ragazza arriva scopre che la scuola è invasa dagli zombie: estrae dalla sua borsa una motosega e affronta l'orda dei non morti. Quando raggiunge il luogo dell'appuntamento la ragazza ritrova Nick che per accorrere in sua difesa viene morso da uno zombie e infettato. Per evitare che Nick si trasformi in uno zombie, Juliet imbraccia la sua motosega e lo decapita di netto.
Quando Nick, grazie a un rituale magico effettuato da Juliet, si risveglia, la ragazza gli rivela di essere una cacciatrice di zombie. Subito dopo fanno irruzione altri zombie, quindi Juliet attacca la testa alla propria cintura, e si dirige tra zombie e ostacoli vari verso il suo sensei, il maestro Morikawa. Raggiunta la destinazione, il maestro spiega la situazione precisando inoltre che nell'universo esistono tre reami: la Terra, il "Luogo al di là delle Parole" (un posto simile al Paradiso) che è un tramite tra la Terra e il "Mondo Putrescente" (una dimensione simile all'inferno). Dunque, Morikawa spiega a Juliet che qualcuno ha aperto un varco tra la Terra e il Mondo Putrescente, avvalendosi dell'ausilio della Magia nera e di alcuni esplosivi. 
Juliet e Nick si mettono alla ricerca del responsabile e si imbattono in Swan, un ragazzo gotico che frequenta la scuola nonché il responsabile della falla creatasi tra i due reami, che si accinge a invocare sulla Terra cinque demoni. Morikawa cerca di fermarlo ma viene ferito gravemente. Quindi Swan invoca i Signori degli Zombie e Juliet dovrà sconfiggerli. Il primo boss è Zed e dopo un breve combattimento verrà ucciso segato in due e confinato nuovamente nel Mondo Putrescente. Prima di morire, Morikawa chiede a Juliet di purificare la scuola dalla presenza degli zombie e rinchiudere i restanti Signori degli Zombie nel loro mondo originario.
Juliet dà la caccia ai demoni restanti e alla volta della palestra del liceo scorge una nave che sorvola il cielo, a bordo della quale c'è Vikke, il secondo Signore degli Zombie. Si vede anche una ragazza bionda aggrappata alla nave. Costei si rivelerà essere la sorella maggiore di Juliet, Cordelia, la quale lancia con un paracadute un regalo per la sorella. 
Juliet si mette alla ricerca del regalo, tra zombie e acrobazie, e raggiungendolo scoprirà essere un lanciagranate. Raggiunto Vikke, in principio la ragazza riesce a dilaniare il torace con poca fatica, ma lo zombie si rigenera nuovamente, anche dopo essere stato decapitato. Perisce soltanto dopo aver distrutto la testa mozzata e alla sua morte la nave si schianta presso la fattoria "O'Bannon".
In questa fattoria, Juliet nota la sorella minore Rosalind a bordo del suo scuolabus in avaria, che viene braccata dagli zombie, e cerca di darle una mano. Tuttavia Rosalind si comporta in modo strano e per la fattoria hanno iniziato a crescere dei strani funghi, che rilasciano spore allucinogene. 
Juliet riesce faticosamente a raggiungere lo scuolabus e si rende conto che sua sorella Rosalind in realtà è Mariska, il terzo Signore degli Zombie, che trascina Juliet in un'altra dimensione. Mariska si moltiplicherà due volte prima di morire definitivamente e alla sua morte Juliet ritorna al suo piano esistenziale.
All'improvviso riceve una telefonata anonima in cui il mittente rivela di aver rapito Rosalind e che si trova al "Fulci Fun Center", la sala giochi locale di San Romero.
Juliet e Nick arrivano in città con l'aiuto di Gideon, il padre della protagonista, il quale viene a sapere della scomparsa di Rosalind. Elaborando un piano per entrare, Juliet e il padre prendono due strade diverse per entrare, con Juliet facendo da esca all'entrata principale e il padre sgattaiolando sul retro. All'interno dell'edificio Juliet viene catapultata in vari videogiochi coin-op dal mittente che l'ha contattata, il quale mette alla prova i protagonisti. Riuscita a superare tutte le prove, Juliet raggiunge la cima dell'edificio e lì incontra Josey, il quarto Signore degli Zombie nonché il responsabile del rapimento di Rosalind e il mittente che l'ha telefonata, il quale prefigge una sfida: se Juliet vince potrà riavere indietro Rosalind, in caso contrario morirà. Il loro scontro avviene in tre dimensioni, fino a raggiungere lo spazio. 
La ragazza riesce ad avere la meglio e sta sul punto di ucciderlo ma Josey minaccia la protagonista che se lo uccide morirà anche la sorellina nonostante abbia vinto la sfida e quindi ha mentito. Gideon entra in gioco, salvando la figlia e permettendo a Juliet di uccidere definitivamente lo zombie e abbattere il suo UFO.
Poco tempo dopo la famiglia riunita fa il punto della situazione. Nick ha una discussione con Juliet che si interrompe quando le strade della città vengono invase dagli zombie. Aiutata dalle sorelle, Juliet si fa strada verso un'enorme cattedrale in costruzione e lì incontra il quinto e ultimo Signore degli Zombie, Lewis Legend.
Eliminato quest'ultimo, dopo un lungo combattimento, dinnanzi a Juliet appare Swan che l'accoglie con un sarcastico applauso e le spiega che l'evocazione degli zombie è stato un espediente affinché Juliet li eliminasse. Il loro sangue sarebbe servito ad evocare sulla Terra il vero Signore degli Zombie ovvero Killabilly. Inoltre Swan rivela il motivo che lo ha spinto a compiere la strage: quest'ultimo non solo veniva preso di mira dai bulli ma anche è stato emarginato dalla società. Inoltre era segretamente innamorato di Juliet finché non ha scoperto che aveva una relazione con Nick. Finita la spiegazione, Swan ultima il rituale sparandosi alla testa e lasciandosi assorbire insieme agli altri non morti in un vortice nero, che si solidifica formando il suddetto Signore degli Zombie. Juliet cerca di avvicinarsi a Killabilly e viene contattata dal fantasma di Morikawa, che le dà dei suggerimenti su come procedere. 
Juliet combatte il mostro e nel bel mezzo del combattimento irrompe Gideon, a bordo della moto carica di esplosivi, e facendosi esplodere aprendo un'apertura per la figlia. Juliet lancia un urlo di disperazione credendo morto il padre ma Nick e Morikawa la incoraggiano esortandola ad entrare nel corpo del mostro dove, giunta al cuore di esso, si trova il corpo decapitato di Swan. Juliet viene contattata di nuovo da Morikawa e le dice che l'unico modo per distruggere Killabilly è quello di mettere la testa di Nick sul corpo di Swan per far sì che Nick possa controllarlo e distruggerlo.
Killabilly viene distrutto e Morikawa rivela a Nick che, visto che il giovane si è comportato da eroe, gli viene conferito il dono di una seconda vita. Nick viene dunque resuscitato, ma un errore nel rituale lo porta a rinascere con il piccolo corpo di Morikawa.
L'epilogo della vicenda mostra la famiglia Starling al completo, incluso Gideon, sopravvissuto all'esplosione, fare ritorno a casa per celebrare la festa di compleanno di Juliet. La conclusione della storia può avere due esiti differenti: nel caso il giocatore sia riuscito a salvare tutte le persone dagli zombie la festa si svolgerà normalmente e Nick regalerà a Juliet una scatola piena dei suoi lecca lecca preferiti. Nel caso invece in cui una o più persone siano morte all'attacco degli zombie, la madre di Juliet inizierà a manifestare uno strano comportamento, per poi trasformarsi in uno zombie e attaccare i suoi familiari.

## Personaggi
Juliet Starling

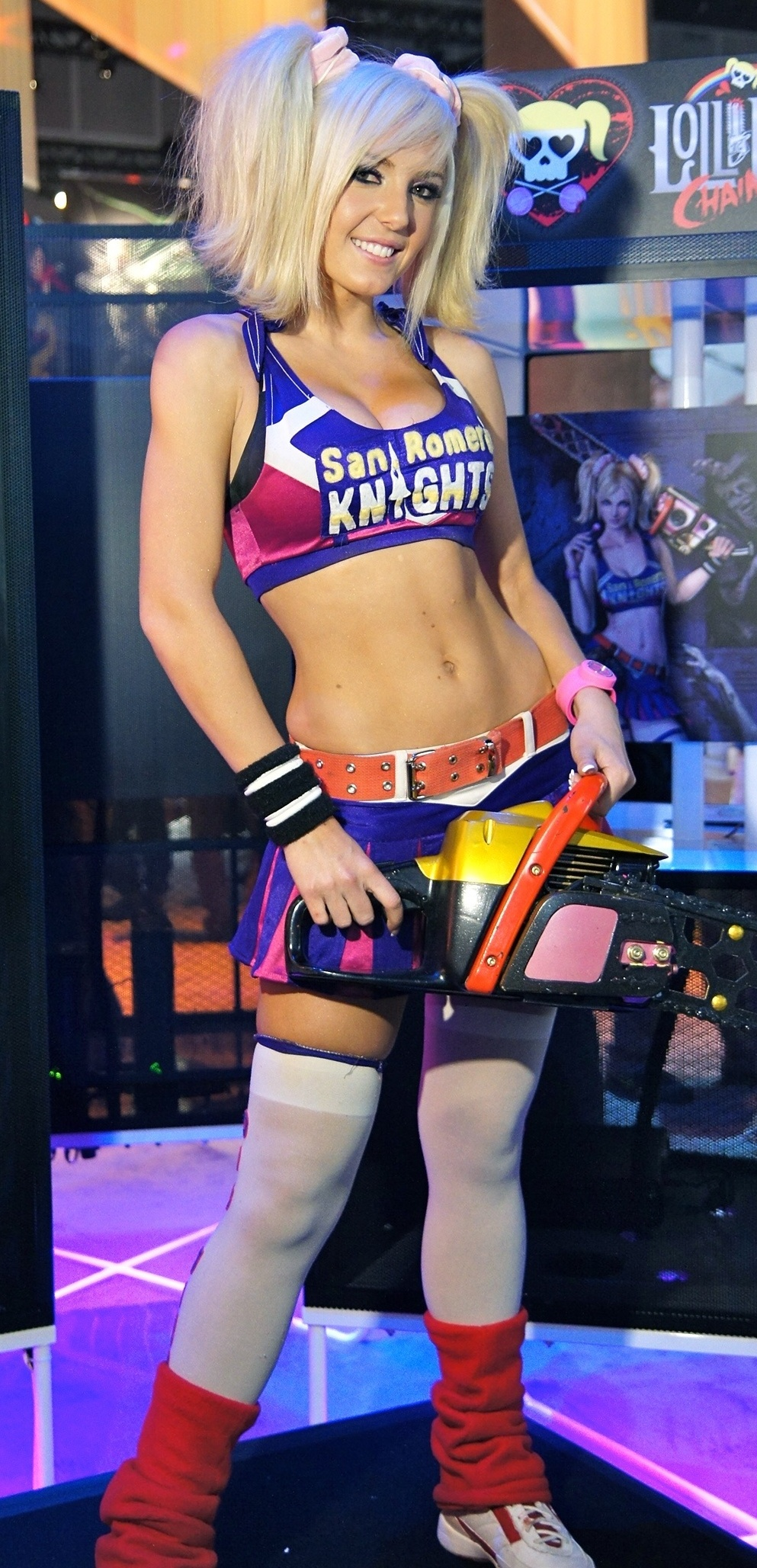
Cosplay di Juliet Starling indossato da Jessica Nigri

È una ragazza spigliata e solare, capo cheerleader della sua scuola, che insieme alla sua famiglia condivide il loro segreto mestiere di cacciatori di zombie, che vuole rivelare al suo fidanzato Nick. Juliet è molto ossessionata dal suo peso, che reputa eccessivo, e allo stesso tempo ama i dolciumi, in particolare i lecca lecca alla fragola. Le piace il Karaoke e sezionare gli zombie.
Ha ucciso il suo primo zombie a soli sei mesi nella culla con un sonaglio armato di pugnale.
Nick Carlyle
Nick è il fidanzato di Juliet. Sebbene i due stiano insieme da pochi mesi, Nick tiene molto a Juliet e spera di fare una buona impressione ai suoi familiari. Anche se provvisto della sua sola testa, Nick può aiutare Juliet controllando i corpi senza testa degli zombie, e fungendo da proiettile o da sfollagente.
Morikawa
Il sensei Morikawa, anche conosciuto come il Maestro di Sushi, è un vecchio cacciatore di zombie esorcista bizzarro e pervertito, nonché maestro di Juliet e amico della famiglia Starling. Tra i vari insegnamenti impartiti a Juliet, c'è la Pole dance.
Swan
È l'antagonista principale del gioco. È un ragazzo appassionato della cultura goth che cova rabbia nei confronti del suo passato perché veniva emarginato dalla società e preso di mira dai bulli per via della sua passione per il goth e questo lo ha spinto a vendicarsi evocando dal Mondo Putrescente i suoi abitanti e riversandoli per l'intera città di San Romero. Anche se non dichiarato apertamente, dai flashback si può osservare che a Swan piacesse molto Juliet, e che non abbia mai avuto l'occasione di dichiararsi. Alla fine si suiciderà sparandosi in testa liberando Killabilly e il suo cadavere esploderà.
Cordelia Starling
Cordelia è la maggiore delle sorelle Starling, ha vent'anni ed una personalità molto impavida e aggressiva. È una tiratrice scelta, lavora in proprio su commissione di improbabili talent scout ai quali accenna Juliet. Cordelia è una ragazza molto permalosa, alla quale non piace la gente che parla durante i film, e il colore blu.
Rosalind Starling
Rosalind è la minore delle sorelle Starling, ha sedici anni, e ha intrapreso da poco la sua carriera di cacciatrice di Zombie. Rosalind presenta una personalità molto eccentrica e sconsiderata, e alla guida di un veicolo è molto pericolosa. Colleziona teschi di yeti, e le piace tutto ciò che è altamente distruttivo.
Gideon Starling
Il capofamiglia degli Starling e padre delle sue tre figlie. Gideon è un uomo molto estroverso e rude allo stesso tempo, a detta di Juliet dotato di un carisma che fa impazzire le sue amiche. Ma nonostante ciò, Gideon ha occhi solo per sua moglie Elizabeth. Egli elimina gli zombie con le sue sole mani, e tra i suoi segreti, c'è il fatto che egli piange quando vede un cane morire nei film. Non apprezza molto la nuova relazione fra sua figlia Juliet e Nick, arrabbiandosi tremendamente e fraintendendo le loro parole. Pensa che siano già passati a "fatti più intensi" nella loro relazione. Nonostante ciò Gideon non interferisce, comprendendo che Juliet e Nick si amano veramente.
Elizabeth Starling
La moglie di Gideon e la madre delle sorelle Starling. È una donna affabile e un po' svampita, con un rapporto aperto con le figlie. Gideon la ama perdutamente e ha occhi solo per lei. Le sue tre figlie si sentono orgogliose di essere donne proprio grazie al carisma della madre. Elizabeth appare molto raramente, e nella maggior parte dei casi comunica con Juliet attraverso il telefono incorporato alla sua motosega.
Zed
Zed è il primo dei cinque Signori degli Zombie evocati da Swan. È conosciuto con l'appellativo di Zombie Punk, per il suo aspetto tipico dei seguaci di tale stile musicale e rappresenta il rock demenziale. È uno zombie volgare e aggressivo che attacca usando delle casse acustiche e degli incantesimi generati dalle sue aggressioni verbali. Nella sua scheda personale viene dichiarato che gli piace torturare animali e ascoltare i Black Flag.
Vikke
Vikke è il secondo dei cinque Signori degli Zombie evocati da Swan. È conosciuto con l'appellativo di Zombie Viking Metal in quanto ha le fattezze di un grosso guerriero vichingo, il viso dipinto tipico delle band del genere a cui s'ispira rappresenta il metal. È uno zombie troppo sicuro di sé e orgoglioso di sé stesso che brandisce un bastone che richiama a sé i tuoni dal cielo, attacca con la sua gigantesca ascia e talvolta, Yumil, un orso di pelle imbalsamato che giace sulla sua spalla. Nella sua scheda personale viene dichiarato che gli piacciono le band Enslaved e Bathory e la necrofilia.
Mariska
Mariska è la terza dei cinque Signori degli Zombie evocati da Swan. È conosciuta con l'appellativo di Zombie Psichedelico per il suo look, tipico della subcultura hippie e rappresenta il rock psichedelico. È una zombie delirante e sotto effetto di stupefacenti che attacca avvalendosi dei suoi funghi allucinogeni che destabilizzano l'avversario o in alternativa utilizza una sorta di incantesimi mentali come evocare creature, usare la telecinesi o delle bolle mistiche. Nella sua scheda personale viene dichiarato che le piacciono i Jefferson Airplane, Aldous Huxley e i vestiti di cattivo gusto.
Josie
Josie è il quarto dei cinque Signori degli Zombie evocati da Swan. È conosciuto con l'appellativo di "Zombie Funk" in quanto presenta un look tipico di tale movimento, rappresenta il funk e suona generi musicali analoghi. Josey ha un approccio molto istrionico ed esibizionista. È solito parlare usando un sintetizzatore vocale che ne altera la voce, si sposta quasi sempre a bordo di un piccolo UFO attorniato da due assistenti, sempre munito di una Keytar rosa e un microfono; Josie attacca in modo indiretto, usando il suo "raggio-Disco", delle scariche elettriche, bombe in pixel o virando con il suo stesso UFO. Nella sua scheda personale viene dichiarato che gli piacciono i Parliament Funkadelic, Rick James, Eight-foot piles of cocaine e C-3PO. 
Lewis Legend
Lewis è il quinto dei cinque Signori degli Zombie evocati da Swan. È conosciuto con l'appellativo di "Zombie Rock'n'Roll" in quanto rappresenta il Rock'n'Roll tanto nel suo aspetto quanto nel suo comportamento. È uno zombie violento e brutale nonché il più forte degli altri 4 Signori degli Zombie.
Killabilly
È un ulteriore antagonista nonché il boss finale del gioco. È il vero Signore degli Zombie che per essere invocato bisogna compiere un rituale uccidendo 5 zombi specifici che prima di morire pronunciano la formula magica in latino ovvero "meus vita rege pro nefario coepto!" che in italiano è tradotto come "o re, dono la mia vita per la tua opera oscura!". Nel corso della storia, Juliet eliminerà i Signori degli zombie liberando inconsapevolmente Killabilly. Alla fine lo zombie morirà esplodendo per mano di Nick e in questo modo la città (o quel che ne resta) è salva.

## Remastered
Nel luglio 2022 Dragami Games, successore di Kadokawa Games, ha annunciato un remake dal titolo Lollipop Chainsaw RePOP, inizialmente pianificato per il 2023 e poi rinviato all'estate 2024. Nell'ottobre 2023 il presidente di Dragami Games, Yoshimi Yasuda, ha dichiarato che il progetto è passato da remake a remaster.
Sia Suda51 che James Gunn hanno dichiarato di non essere coinvolti nello sviluppo di Lollipop Chainsaw RePOP.
L'uscita del gioco è avvenuta a settembre 2024 per PlayStation 5, Xbox Series X/S, Nintendo Switch e Microsoft Windows, a dicembre dello stesso anno il titolo viene pubblicato anche su PlayStation 4 e Xbox One.